# Ioan Mihăescu (militar)
Ioan Mihăescu (n. 7 august 1870 - d. ?) a fost unul dintre ofițerii Armatei României, care a exercitat comanda unor mari unități și unități militare, pe timp de război, în perioada Primului Război Mondial și operațiilor militare postbelice. 

## Cariera militară
Ioan Mihăescu a ocupat diferite poziții în cadrul unităților de infanterie ale armatei române, avansând în 1896 la gradul de sublocotenent, în 1899 la cel de locotenent, căpitan în 1906, iar până în anul 1912 la gradul de maior.